# Stefan Kapičić
Stefan Kapičić (1 de diciembre de 1978; Colonia, Alemania Occidental) es un actor serbio, conocido por su papel como Coloso en Deadpool (2016) y Deadpool 2 (2018).

## Primeros años
Kapičić nació el 1 de diciembre de 1978 en Colonia, Renania del Norte-Westfalia, Alemania Occidental,  hijo de Slobodanka "Beba" Zugić, una actriz montenegrina, y Dragan Kapičić, un jugador de baloncesto serbio retirado. Su padre jugó para BSC Saturn Colonia durante ese tiempo. A los tres años de edad, la familia regresó a Serbia, SFR Yugoslavia. Su abuelo le compró su primer cómic cuando tenía seis años, lo que desató lo que llamó un "amor constante" en una entrevista de 2015 sobre su papel en Deadpool. Estudió actuación en la Facultad de Artes Dramáticas en Belgrado. Habla serbio, inglés, alemán y ruso.

## Carrera
Kapičić interpretó el papel de su propio padre en la película Bićemo prvaci sveta (We Will Be the World Champions) de 2015 sobre el equipo nacional de baloncesto yugoslavo que ganó el Campeonato Mundial de Baloncesto de 1970. Para 2015, Kapičić había acumulado más de 80 papeles en televisión, cine y teatro. 
Llegó a la segunda ronda de un proceso de casting secreto para el X-Men llamado Coloso en la película de superhéroes Deadpool, sabiendo que era la producción sólo después de que pasó esa ronda. Trabajando con el director novel Tim Miller en Los Ángeles, Kapičić hizo 120 tomas durante su tercera convocatoria de audiciones, extendiendo la sesión ocho horas adicionales más allá de su duración prevista de cuatro horas, antes de volar de regreso a Dubrovnik, Croacia para realizar Romeo y Julieta. Kapičić, un autodenominado "fanático de los cómics" que consideraba a Deadpool uno de sus personajes favoritos, se mostró especialmente encantado cuando supo que había ganado el papel, reemplazando a Daniel Cudmore, quien había interpretado el papel en las películas de X-Men. Kapičić fue seleccionado porque Miller quería que su versión de Coloso, que es rusa en los cómics, tuviera acento ruso. Kapičić, de 6 pies y 4 pulgadas (alrededor de 193cm.) de altura, interpretó al personaje de 7 pies y medio de altura mediante una combinación de trabajo de voz y captura de movimiento, completando el rodaje a mediados de diciembre de 2015, ocho semanas antes del lanzamiento del 12 de febrero de 2016.

## Vida personal
En diciembre de 2015, Kapičić se comprometió con la actriz croata Ivana Horvat. Se casaron en 2017.

## Filmografía

### Televisión
| Año       | Título            | Personaje                  | Notas                                  |
| --------- | ----------------- | -------------------------- | -------------------------------------- |
| 2006-2007 | Obicni ljudi      | Igor Nikolic               | Reparto principal (111 episodios)      |
| 2008      | Vratice se rode   | Dizajner Mitrovic Decanski | Estrella invitada                      |
| 2008      | The Unit          | Dragan                     | Episodio: "Sex Trade"                  |
| 2008      | Numb3rs           | Lee Hagopian               | Episodio: "Scan Man"                   |
| 2010      | 24                | Operativo de Davros        | Episodio: "Day 8: 4:00 p.m.-5:00 p.m." |
| 2011      | The Event         | Dimitri Jelavitch          | Episodio: "Strain"                     |
| 2011-2013 | Larin izbor       | Niksa Ivanov               | Reparto principal (251 episodios)      |
| 2013      | Stella            | Zac                        | Estrella invitada                      |
| 2013-2014 | Zora dubrovačka   | Rocco Sorgo                | Personaje recurrente (48 episodios)    |
| 2015      | Andrija i Anđelka | Tonči                      | Estrella invitada                      |
| 2016      | Prvaci sveta      | Dragan Kapičić             | Estrella invitada                      |
| 2018      | Counterpart       | Lieber                     | Estrella invitada                      |
| 2018      | Better Call Saul  | Casper                     | [ 7 ]                                  |

### Películas
| Año  | Título                         | Personaje                       |
| ---- | ------------------------------ | ------------------------------- |
| 2002 | Kordon                         | Desconocido                     |
| 2003 | Citravita                      | Policía en una camisa de Batman |
| 2003 | Skoro sasvim obična priča      | Bane Leskovac                   |
| 2004 | Slobodan pad                   | Nikola                          |
| 2004 | Ulični hodač                   | Desconocido                     |
| 2004 | O štetnosti duvana             | Ahmed Crni Arapin               |
| 2006 | Ne skreći sa staze             | Gay Deda Mraz                   |
| 2008 | Čarlston za Ognjenku           | Arsa 'Kralj carlstona'          |
| 2008 | The Brothers Bloom             | Ejemplo                         |
| 2012 | Big Miracle                    | Yuri                            |
| 2012 | Larin izbor: Izgubljeni princ  | Niksa Ivanov                    |
| 2013 | Hitac                          | Crni                            |
| 2015 | We Will Be the World Champions | Dragan Kapičić                  |
| 2016 | Deadpool                       | Coloso                          |
| 2018 | Deadpool 2                     | Coloso                          |
| 2023 | The Last Voyage of the Demeter | Olgaren                         |
| 2023 | Slotherhouse                   | Oliver                          |
| 2024 | Deadpool & Wolverine           | Coloso                          |